# Thomas Tuchel
Thomas Tuchel (Krumbach, 29 augustus 1973) is een Duits voormalig profvoetballer en huidig voetbaltrainer. In oktober 2024 werd hij aangesteld als bondscoach van Engeland, ingaande per 1 januari 2025.

## Carrière als speler
Tuchel speelde in de jeugdopleiding van TSV Krumbach, en vertrok 1988 naar FC Augsburg. Hij stapte in 1992 over naar SV Stuttgarter Kickers, dat twee divisies hoger uitkwam. Hij speelde in zijn eerste seizoen maar acht wedstrijden en het jaar erna werd hij zelfs uit de selectie gezet. Hierna speelde hij van 1994 tot 1998 bij SSV Ulm 1846. In 1998 promoveerde hij met Ulm naar de 2. Bundesliga maar hij moest noodgedwongen stoppen vanwege een kraakbeenblessure.

## Carrière als trainer

### 1. FSV Mainz 05
In 2000 werd Tuchel trainer van de onder-19 jeugd van VfB Stuttgart. Na vijf jaar keerde hij terug naar zijn oude club FC Augsburg, waar hij coördinator was in de jeugd. Hij werd later trainer van de onder-19 jeugd van FSV Mainz 05 en kreeg op 3 augustus 2009 een tweejarig contract als hoofdtrainer van de club. In het seizoen 2010/11 won Mainz onder Tuchel de eerste zeven wedstrijden, waaronder een uitoverwinning bij FC Bayern München. Uiteindelijk werd de competitie afgesloten met een vijfde plaats. Op 11 mei 2014 werd Tuchel opgevolgd door de Deen Kasper Hjulmand.

### Borussia Dortmund
In april 2015 werd bekendgemaakt dat Tuchel een driejarige verbintenis aanging bij Borussia Dortmund, waar hij in juli 2015 zou beginnen. Hier werd hij op 3 juni 2015 voorgesteld als opvolger van Jürgen Klopp, die na zeven jaar bij de club uit eigen beweging opstapte en trainer werd van Liverpool.
In zijn eerste seizoen loodste hij Dortmund naar de tweede plaats in de Bundesliga, het seizoen daarop kwam zijn ploeg nooit in aanmerking voor de landstitel. Uiteindelijk eindigden Die Schwarzgelben op de derde plaats. Tuchel en Dortmund eindigden het seizoen wel nog met bekerwinst; op zaterdag 27 mei 2017 werd de DFB-Pokal gewonnen door in de finale in het Olympisch Stadion in Berlijn Eintracht Frankfurt met 2-1 te verslaan. Drie dagen later werd Tuchel ontslagen. Onenigheid met het bestuur en sommige spelers zou aan de basis van het ontslag hebben gelegen. Hij werd opgevolgd door de van AFC Ajax overgekomen Peter Bosz.

### Paris Saint-Germain
In mei 2018 werd Tuchel aangesteld bij Paris Saint-Germain als opvolger van de vertrokken Unai Emery. Hij zette er zijn handtekening onder een verbintenis voor twee seizoenen. In augustus 2020 verloor hij met PSG de finale van de Champions League van Bayern Munchen. Eind december 2020 werd hij, naar verluidt vanwege een slechte relatie met technisch directeur Leonardo, ontslagen. Hij werd opgevolgd door de Argentijn Mauricio Pochettino.

### Chelsea
Op 26 januari 2021 tekende Tuchel een contract voor anderhalf jaar bij Chelsea als opvolger van de ontslagen Frank Lampard. Op 29 mei 2021 won hij met Chelsea de finale van de UEFA Champions League ten koste van Manchester City. Hiermee was het de derde Duitse clubtrainer op rij (na Jürgen Klopp in het seizoen 2018/19 met Liverpool en Hans-Dieter Flick een jaargang later met Bayern München) die de UEFA Champions League won. Op 11 augustus 2021 werd vervolgens tegen Villarreal de strijd om de UEFA Super Cup gewonnen waarin een strafschoppenreeks (6–5 winst) de doorslag gaf. Op 12 februari 2022 wist Tuchel met Chelsea voor de eerste keer in de clubhistorie het FIFA WK voor clubs te winnen door CONMEBOL Libertadores-winnaar Palmeiras in de finale te verslaan. In de reguliere speeltijd leverde de finale door een 1–1 gelijkspel geen winnaar op; Kai Havertz benutte in de zevenentwintigste minuut van de extra speeltijd een strafschop. Op 7 september 2022 werd Tuchel door de club op straat gezet, vanwege de slechte competitiestart en een nederlaag in de eerste speelronde van de groepsfase van de UEFA Champions League tegen Dinamo Zagreb.

### Bayern München
Op 24 maart 2023 maakte Bayern München de aanstelling van Tuchel bekend, hij tekende een contract tot medio 2025. Hij volgde Julian Nagelsmann op die tussentijds werd ontslagen. Zijn eerste halve seizoen leverde een landstitel op. In februari 2024 kwamen club en trainer overeen dat hij in de zomer zou vertrekken bij Bayern.

### Engeland
Tuchel werd in oktober 2024 aangesteld door de Engelse voetbalbond als nieuwe bondscoach van het Engelse nationale team. Hij tekende een contract ingaande per 1 januari 2025.

## Erelijst
| Competitie                               |                   |                          |                   |                   |
| Competitie                               | Aantal            | Jaren                    |                   |                   |
| Als trainer                              | Als trainer       | Als trainer              | Als trainer       | Als trainer       |
| Borussia Dortmund                        | Borussia Dortmund | Borussia Dortmund        | Borussia Dortmund | Borussia Dortmund |
| ---------------------------------------- | ----------------- | ------------------------ | ----------------- | ----------------- |
| DFB-Pokal                                | 1                 | 2016/17                  |                   |                   |
| Paris Saint-Germain                      |                   |                          |                   |                   |
| Ligue 1                                  | 2                 | 2018/19, 2019/20         |                   |                   |
| Coupe de France                          | 1                 | 2019/20                  |                   |                   |
| Coupe de la Ligue                        | 1                 | 2019/20                  |                   |                   |
| Trophée des Champions                    | 2                 | 2018, 2019               |                   |                   |
| Chelsea                                  |                   |                          |                   |                   |
| UEFA Champions League                    | 1                 | 2020/21                  |                   |                   |
| UEFA Super Cup                           | 1                 | 2021                     |                   |                   |
| FIFA Club World Cup                      | 1                 | 2021                     |                   |                   |
| Bayern München                           |                   |                          |                   |                   |
| Bundesliga                               | 1                 | 2022/23                  |                   |                   |
| Individueel                              |                   |                          |                   |                   |
| VDV Bundesliga – Trainer van het Seizoen | 1                 | 2015/16                  |                   |                   |
| Premier League – Trainer van de Maand    | 2                 | Maart 2021, oktober 2021 |                   |                   |
| VDS/Kicker – Duits trainer van het Jaar  | 1                 | 2021                     |                   |                   |
| UEFA – Men's Coach of the Year Award     | 1                 | 2020/21                  |                   |                   |
| IFFHS – Men's World's Best Club Coach    | 1                 | 2021                     |                   |                   |
| The Best FIFA Coach                      | 1                 | 2021                     |                   |                   |